# Тартак (Могилёвская область)
Тарта́к (бел. Тартак) — деревня в составе Ямницкого сельсовета Быховского района Могилёвской области Белоруссии.
Передана из Дунайковского сельсовета в состав Ямницкого сельсовета 10 июля 2012 года.

## Население
- 1999 год — 4 человека
- 2010 год — 1 человек